# Megalepthyphantes auresensis
Megalepthyphantes auresensis là một loài nhện trong họ Linyphiidae.
Loài này thuộc chi Megalepthyphantes. Megalepthyphantes auresensis được Robert Bosmans miêu tả năm 2006.